# Ankylopteryx venusta
Ankylopteryx venusta là một loài côn trùng trong họ Chrysopidae thuộc bộ Neuroptera. Loài này được Hagen miêu tả năm 1853.